# Галлон, Жан
Жан Галлон (фр. Jean Gallon; 25 июня 1878, Париж — 23 июня 1959, Париж) — французский композитор и музыкальный педагог. Брат Ноэля Галлона.
Окончил Парижскую консерваторию. В 1906—1914 гг. занимал позицию хормейстера при Оркестре концертного общества Парижской консерватории, на этом посту добился впечатляющих успехов, которые, однако, не восполняли незначительную и далее падавшую роль хора в концертной деятельности под патронажем консерватории. Одновременно в 1909—1914 гг. хормейстер Парижской оперы.
Наиболее известен как руководитель класса гармонии в Парижской консерватории в 1919—1948 гг. Через этот класс прошли многие выдающиеся французские музыканты, и многие так или иначе были обязаны Галлону — в частности, Оливье Мессиана Галлон, оценивший импровизаторский дар юного студента, направил для дальнейшего обучения в органный класс Марселя Дюпре, что сыграло в дальнейшей карьере композитора важную роль. В 1949 году, к 30-летию педагогической работы Галлона, множество его бывших учеников приняли участие в создании коллективного труда под названием «Шестьдесят четыре урока гармонии, преподнесённых Жану Галлону его учениками» (фр. Soixante-quatre leçons d'harmonie offertes en hommage à Jean Gallon par ses élèves); из составивших этот сборник миниатюрных пьес дидактического назначения наибольшей известностью пользуется пьеса Мориса Дюрюфле, которая даже вошла в концертный репертуар под названиями «Заданный голос» (фр. Chant Donné) или «Посвящение Жану Галлону» (фр. Hommage à Jean Gallon);отмечалось, что преподавательская манера самого Дюрюфле сформировалась во многом под влиянием Галлона.